# Tibagi
Tibagi è un comune del Brasile nello Stato del Paraná, parte della mesoregione del Centro Oriental Paranaense e della microregione di Telêmaco Borba.
La città venne fondata nel 1872.